# Adam Pavlásek
Adam Pavlásek (Bílovec, 8 ottobre 1994) è un tennista ceco.
Dopo aver vinto diversi tornei dei circuiti minori sia in singolare che in doppio, dal 2022 si è dedicato a giocare esclusivamente in doppio e ha raggiunto quattro finali nel circuito maggiore, di cui due in tornei Masters 1000. Alle Olimpiadi di Parigi 2024 ha perso la finale per la medaglia di bronzo contro la coppia statunitense formata da Taylor Fritz e Tommy Paul.
I suoi migliori ranking ATP sono stati il 72º in singolare nel gennaio 2017 e il 29º in doppio nel novembre 2024. Ha fatto il suo esordio nella squadra ceca di Coppa Davis nel 2015. Tra gli juniores ha disputato due finali in doppio nelle prove del Grande Slam e ha raggiunto la 7ª posizione nel ranking mondiale di categoria.

## Carriera

### Inizi, top 10 da juniores
Impara a giocare a 6 anni dal padre Jaromir, che era allenatore di tennis. Gioca nell'ITF Junior Circuit tra il 2009 e il 2012 e vince alcuni titoli nei tornei minori. Si impone all'attenzione nel 2011 raggiungendo i quarti di finale in singolare al torneo juniores degli US Open e si conferma nei primi mesi del 2012 raggiungendo la finale di doppio ai tornei juniores degli Australian Open e dell'Open di Francia; negli stessi tornei si spinge fino alla semifinale in singolare. Al termine degli Australian Open sale alla 7ª posizione nel ranking mondiale juniores.

### 2011-2013, primi titoli ITF
Nel 2011 fa le sue prime apparizioni tra i professionisti nel circuito ITF e nel 2012 inizia a giocare con continuità; quell'anno esordisce nel circuito Challenger, a maggio gioca la sua prima finale e con Jiří Veselý viene sconfitto nel torneo di doppio all'Ostrava Open Challenger da Radu Albot / Tejmuraz Gabašvili. A luglio alza il suo primo trofeo vincendo con Veselý il doppio al Czech Republic F4, battendo in finale Riccardo Bellotti / Dominic Thiem. Subito dopo arriva il primo titolo in singolare, con il successo nella finale del Czech Republic F6 su Jiří Veselý per 3-6, 7-6, 6-0.

### 2014, primo titolo Challenger in doppio
Nel 2014 abbandona i tornei ITF, a giugno raggiunge la semifinale in singolare al Challenger di Prostějov e fa il suo ingresso nella top 300 del ranking. A luglio si aggiudica il primo titolo Challenger nel torneo di doppio di Poznań in coppia con Radu Albot, sconfiggendo in finale Tomasz Bednarek / Henri Kontinen con il punteggio di 7-5, 2-6, [10-8]. A novembre perde la finale di doppio a Bratislava ed entra nella top 300 anche nel ranking di doppio.

### 2015, esordio in Coppa Davis e primo titolo Challenger in singolare
Nel gennaio 2015 gioca la Hopman Cup al fianco di Lucie Šafářová e ottiene la sua vittoria più prestigiosa sconfiggendo il top 20 Fabio Fognini. A marzo fa il suo esordio nella squadra ceca di Coppa Davis nella sfida persa 3-2 contro l'Australia, viene schierato in doppio assieme a Jiří Veselý e sconfiggono Lleyton Hewitt / Samuel Groth. In maggio disputa le sue prime finali Challenger in singolare nei tornei di Ostrava e Roma e le perde entrambe, rispettivamente contro Íñigo Cervantes e Aljaž Bedene; con questi risultati entra per la prima volta nella top 200. Il mese successivo vince il primo titolo Challenger in singolare battendo Hans Podlipnik-Castillo per 6-2, 3-6, 6-3 nella finale di Poprad; raggiunge la finale anche in doppio e viene sconfitto, ma con questo risultato porta il best ranking di doppio alla 214ª posizione. Nel 2015 fa inoltre il suo esordio in singolare nelle qualificazioni dei tornei del Grande Slam agli Australian Open, al Torneo di Wimbledon e agli US Open e vince un solo incontro a Melbourne.

### 2016, due titoli Challenger, esordio ATP e top 80 in singolare
Nel 2016 disputa sei finali Challenger, vince quella di Praga in giugno e di Banja Luka in settembre, sconfiggendo rispettivamente Stéphane Robert e Miljan Zekić. Nel maggio di quello stesso anno supera per la prima volta le qualificazioni in una prova dello Slam all'Open di Francia, vince il suo primo incontro nel circuito maggiore battendo in cinque set Roberto Carballés Baena e viene eliminato da Jeremy Chardy. A luglio fa il suo esordio nel tabellone principale di un torneo ATP a Kitzbühel, si spinge fino ai quarti di finale eliminando Maximo Gonzalez e il nº 46 ATP Marcel Granollers e viene sconfitto al terzo set da Nikoloz Basilašvili. A giugno entra per la prima volta nella top 100 mondiale e chiude l'anno con il nuovo best ranking in 75ª posizione. Nel corso della stagione dirada le sue apparizioni in doppio, chiude il 2016 oltre il 1000º posto e all'inizio del 2017 esce dal ranking.

### 2017-2020, un titolo Challenger e discesa nel ranking di singolare, un titolo Challenger in doppio
Perde al primo turno i primi cinque tornei disputati nel 2017, in gennaio porta comunque il best ranking alla 72ª posizione. I migliori risultati della stagione sono il secondo turno raggiunto al Torneo di Wimbledon e le semifinali disputate in quattro tornei Challenger, a giugno esce definitivamente dalla top 100 e a fine anno esce anche dalla top 200. Nel giugno 2018 risale alla 142ª posizione grazie al successo in finale su Laslo Đere nel Challenger Garden Open di Roma e al secondo turno raggiunto all'Open di Francia. Nel corso della stagione torna a giocare in doppio, nel gennaio 2019 si aggiudica il titolo al Challenger Koblenz Open insieme a Zdeněk Kolář e a maggio dà forfait prima di giocare la finale al Garden Open di Roma, dove in singolare raggiunge la semifinale. Non ottiene altri risultati di rilievo, ne risente la classifica e torna a giocare nei tornei ITF. Nel 2020 gioca solo alcuni tornei senza risultati apprezzabili.

### 2021-2022, 3 titoli Challenger e top 100 in doppio
Nel periodo successivo torna a mettersi in luce solo in doppio, nel 2021 vince due tornei ITF e nel 2022 raggiunge dieci finali Challenger, vincendo assieme a Igor Zelenay quelle di Madrid e Zagabria e quella al Challenger 125 di Zugo con Zdeněk Kolář. Ad aprile gioca l'ultimo torneo in singolare e a giugno fa il suo ingresso nella top 200 di doppio. A settembre entra per la prima volta nella top 100 e fa il suo esordio in doppio nel circuito maggiore con Roman Jebavý, vincendo il primo incontro ATP a ottobre allo Stockholm Open. Chiude la stagione in 93ª posizione.

### 2023, quarti di finale a Wimbledon, prima finale ATP e 54º nel ranking
Nella prima parte del 2023 disputa cinque finali Challenger e vince a gennaio quella di Nonthaburi con Marek Gengel e a giugno con Ariel Behar quelle a Prostějov e a Bratislava. Ancora con Behar fa il suo esordio in una prova di doppio del Grande Slam all'Open di Francia e si spingono fino al secondo turno. A Wimbledon raggiungono i quarti di finale, eliminano tra gli altri l'ex coppia nº 1 del mondo Nikola Mektić / Mate Pavić e vengono sconfitti dai fuoriclasse Wesley Koolhof / Neal Skupski in 3 set dopo aver vinto il primo, risultati con cui Pavlásek sale al 54º posto mondiale. Raggiungono il secondo turno anche agli US Open.
Vince i tre incontri disputati nella fase a gironi delle finali di Coppa Davis e i cechi passano ai quarti di finale. Verso fine stagione raggiunge con Behar le semifinali nei tornei ATP di Astana e Sofia e a ottobre disputa la sua prima finale ATP ad Anversa, persa contro Petros Tsitsipas / Stefanos Tsitsipas con il punteggio di 7-6, 4-6, [8-10]. Nei quarti di finale di Coppa Davis contro l'Australia perde in due set l'incontro decisivo in coppia con Jiří Lehečka contro Matthew Ebden / Max Purcell.

### 2024, finale ai Masters 1000 di Madrid e Parigi, 29º nel ranking
Dopo la semifinale disputata all'Hong Kong Open all'esordio stagionale, agli Australian Open Behar e Pavlásek escono nei quarti per mano di Tomas Machac / Zhang Zhizhen dopo aver eliminato Jamie Murray / Michael Venus e Santiago Gonzalez / Neal Skupski, risultati con cui porta il miglio ranking al 43º posto del ranking. Sale al 38º con le semifinali raggiunte a Doha e all'ATP 500 di Dubai, torneo nel quale eliminano i numeri 1 e 2 del mondo Matthew Ebden / Rohan Bopanna. Dopo le deludenti prestazioni nei tornei successivi, raggiungono la loro prima finale in un Masters 1000 al Madrid Open; eliminano tra gli altri le teste di serie nº 3 Salisbury / Neal Skupski e le nº 2 Granollers / H Zeballos e vengono sconfitti da Sebastian Korda / Jordan Thompson con il punteggio di 3-6, 6-7. Con questi risultati, il 20 maggio porta il miglior ranking alla 34ª posizione mondiale.
Ha quindi inizio un periodo negativo che si interrompe ad agosto nel suo debutto olimpico ai Giochi di Parigi; in coppia con Tomáš Macháč elimina tra gli altri Joe Salisbury / Neal Skupski e vengono sconfitti in semifinale da Austin Krajicek / Rajeev Ram, per poi soccombere anche nella finale per il bronzo a Taylor Fritz / Tommy Paul. Dopo l'eliminazione al terzo turno degli US Open, nella fase a gruppi delle Finals di Coppa Davis perde in coppia con Jakub Mensik i tre incontri disputati e la Repubblica Ceca chiude all'ultimo posto del girone. Torna a mettersi in luce allo Shanghai Masters raggiungendo la semifinale in coppia con Jean-Julien Rojer. Raggiunge la sua seconda finale in un Masters 1000 a Parigi in coppia con Lloyd Glasspool, vengono sconfitti in tre set da Wesley Koolhof / Nikola Mektić e dopo il torneo porta il miglior ranking alla 29ª posizione mondiale.

### 2025, terzo turno al Roland Garros e una finale ATP
Inizia il 2025 giocando con Jean-Julien Rojer e vincono solo uno dei cinque match disputati. Cambia quindi alcuni partner e il primo risultato di rilievo è la semifinale raggiunta al Romanian Open con Jamie Murray. In coppia con Rohan Bopanna raggiunge per la prima volta il terzo turno al Roland Garros. Inizia a giocare con Jan Zieliński e, dopo l'eliminazione al terzo turno a Wimbledon, perdono la finale allo Swedish Open contro Guido Andreozzi / Sander Arends.

## Statistiche

### Doppio

#### Finali perse (4)
| Legenda              |
| Grande Slam (0)      |
| ATP Finals (0)       |
| ATP Masters 1000 (2) |
| ATP Tour 500 (0)     |
| ATP Tour 250 (2)     |

| Nº | Data            | Torneo                 | Superficie  | Compagno        | Avversari in finale                 | Punteggio             |
| 1. | 22 ottobre 2023 | European Open, Anversa | Cemento (i) | Ariel Behar     | Petros Tsitsipas Stefanos Tsitsipas | 7–6(5), 4–6, [8–10]   |
| 2. | 4 maggio 2024   | Madrid Open, Madrid    | Terra rossa | Ariel Behar     | Sebastian Korda Jordan Thompson     | 3–6, 6(7)–7           |
| 3. | 3 novembre 2024 | Paris Masters, Parigi  | Cemento (i) | Lloyd Glasspool | Wesley Koolhof Nikola Mektić        | 6–3, 3–6, [5–10]      |
| 4. | 20 luglio 2025  | Swedish Open, Båstad   | Terra rossa | Jan Zieliński   | Guido Andreozzi Sander Arends       | 7-6(4)-6, 5-7, [6-10] |

### Tornei minori

#### Singolare

##### Vittorie (10)
| Legenda tornei minori |
| Challenger (4)        |
| Futures (6)           |

| N. | Data              | Torneo                                   | Superficie  | Avversario in finale    | Punteggio           |
| 1. | 22 giugno 2015    | Poprad-Tatry ATP Challenger Tour, Poprad | Terra rossa | Hans Podlipnik-Castillo | 6-2, 3-6, 6-3       |
| 2. | 11 giugno 2016    | TK Sparta Praga Challenger, Praga        | Terra rossa | Stéphane Robert         | 6-4, 3-6, 6-3       |
| 3. | 18 settembre 2016 | Banja Luka Challenger, Banja Luka        | Terra rossa | Miljan Zekić            | 3-6, 6-1, 6-4       |
| 4. | 12 maggio 2018    | Garden Open, Roma                        | Terra rossa | Laslo Đere              | 7–6(1), 6(9)–7, 6-4 |

##### Finali perse (6)
| Legenda tornei minori |
| Challenger (6)        |
| Futures (0)           |

| N. | Data             | Torneo                             | Superficie  | Avversario in finale   | Punteggio        |
| 1. | 3 maggio 2015    | Ostrava Open, Ostrava              | Terra rossa | Íñigo Cervantes Huegun | 6(5)–7, 4-6      |
| 2. | 10 maggio 2015   | Garden Open, Roma                  | Terra rossa | Aljaž Bedene           | 5-7, 2-6         |
| 3. | 17 gennaio 2016  | Bangkok Challenger II, Bangkok     | Cemento     | Michail Južnyj         | 4-6, 1-6         |
| 4. | 28 febbraio 2016 | Challenger La Manche, Cherbourg    | Cemento (i) | Jordan Thompson        | 6-4, 4-6, 1-6    |
| 5. | 17 aprile 2016   | Open Città della Disfida, Barletta | Terra rossa | Elias Ymer             | 5-7, 4-6         |
| 6. | 31 luglio 2016   | The Hague Open, Scheveningen       | Terra rossa | Robin Haase            | 4-6, 7–6(9), 2-6 |

#### Doppio

##### Vittorie (11)
| Legenda tornei minori |
| Challenger (8)        |
| Futures (3)           |

| N. | Data            | Torneo                              | Superficie  | Compagno     | Avversari in finale                     | Punteggio        |
| 1. | 19 luglio 2014  | Poznań Open, Poznań                 | Terra rossa | Radu Albot   | Tomasz Bednarek Henri Kontinen          | 7-5, 2-6, [10-8] |
| 2. | 19 gennaio 2019 | Koblenz Open, Coblenza              | Cemento (i) | Zdeněk Kolář | Jürgen Melzer Filip Polášek             | 6-3, 6-4         |
| 3. | 16 aprile 2022  | Open Comunidad de Madrid, Madrid    | Terra rossa | Igor Zelenay | Rafael Matos David Vega Hernández       | 6-3, 3-6, [10-6] |
| 4. | 14 maggio 2022  | Zagreb Open, Zagabria               | Terra rossa | Igor Zelenay | Domagoj Bilješko Andrey Chepelev        | 4-6, 6-3, [10-2] |
| 5. | 30 luglio 2022  | Zug Open, Zugo                      | Terra rossa | Zdeněk Kolář | Karol Drzewiecki Patrik Niklas-Salminen | 6-3, 7-5         |
| 6. | 6 gennaio 2023  | Nonthaburi Challenger I, Nonthaburi | Cemento     | Marek Gengel | Robert Galloway Hans Hach Verdugo       | 7–6(4), 6-4      |
| 7. | 10 giugno 2023  | Czech Open, Prostějov               | Terra rossa | Ariel Behar  | Marco Bortolotti Sergio Martos Gornés   | 7-5, 6-4         |
| 8. | 17 giugno 2023  | Bratislava Open, Bratislava         | Terra rossa | Ariel Behar  | Neil Oberleitner Tim Sandkaulen         | 6-4, 6-4         |

##### Finali perse (17)
| Legenda tornei minori |
| Challenger (13)       |
| Futures (4)           |

| N.  | Data              | Torneo                                   | Superficie  | Compagno       | Avversari in finale                     | Punteggio           |
| 1.  | 5 maggio 2012     | Ostrava Open, Ostrava                    | Terra rossa | Jiří Veselý    | Radu Albot Tejmuraz Gabašvili           | 5-7, 7-5, [8-10]    |
| 2.  | 8 novembre 2014   | Slovak Open, Bratislava                  | Cemento (i) | Norbert Gombos | Ken Skupski Neal Skupski                | 3-6, 6(3)–7         |
| 3.  | 20 giugno 2015    | Poprad-Tatry ATP Challenger Tour, Poprad | Terra rossa | Norbert Gombos | Roman Jebavý Jan Šátral                 | 2-6, 2-6            |
| 4.  | 11 maggio 2019    | Garden Open, Roma                        | Terra rossa | Nikola Ćaćić   | Filip Polášek Philipp Oswald            | walkover            |
| 5.  | 9 aprile 2022     | Open de Oeiras II Oeiras                 | Terra rossa | Zdeněk Kolář   | Nuno Borges Francisco Cabral            | 4-6, 0-6            |
| 6.  | 7 maggio 2022     | I. ČLTK Prague Open, Praga               | Terra rossa | Andrew Paulson | Nuno Borges Francisco Cabral            | 4-6, 7–6(3), [5-10] |
| 7.  | 4 giugno 2022     | Poznań Open, Poznań                      | Terra rossa | Marek Gengel   | Hunter Reese Szymon Walków              | 6-1, 3-6, [6-10]    |
| 8.  | 9 luglio 2022     | Braunschweig Open, Braunschweig          | Terra rossa | Roman Jebavý   | Jan-Lennard Struff Marcelo Demoliner    | 4-6, 5-7            |
| 9.  | 6 agosto 2022     | Liberec Open, Liberec                    | Terra rossa | Roman Jebavý   | Neil Oberleitner Philipp Oswald         | 6(5)–7, 2-6         |
| 10. | 17 settembre 2022 | Szczecin Open, Stettino                  | Terra rossa | Roman Jebavý   | Andrea Vavassori Dustin Brown           | 4-6, 7-5, [8-10]    |
| 11. | 26 settembre 2022 | Genoa Open Challenger, Genova            | Terra rossa | Roman Jebavý   | Andrea Vavassori Dustin Brown           | 2-6, 2-6            |
| 12. | 28 gennaio 2023   | BW Open, Ottignies-Louvain-la-Neuve      | Cemento (i) | Roman Jebavý   | Romain Arneodo Tristan-Samuel Weissborn | 4-6, 3-6            |
| 13. | 24 giugno 2023    | Poznań Open, Poznań                      | Terra rossa | Ariel Behar    | Karol Drzewiecki Petr Nouza             | 6(2)–7, 6(2)–7      |